# Nososticta baroalba
Nososticta baroalba – gatunek ważki z rodziny pióronogowatych (Platycnemididae).